# Amblyseius utricularius
Amblyseius utricularius är en spindeldjursart som beskrevs av Wolfgang Karg 1994. Amblyseius utricularius ingår i släktet Amblyseius och familjen Phytoseiidae. Inga underarter finns listade i Catalogue of Life.